# Karmelitenkloster Jena

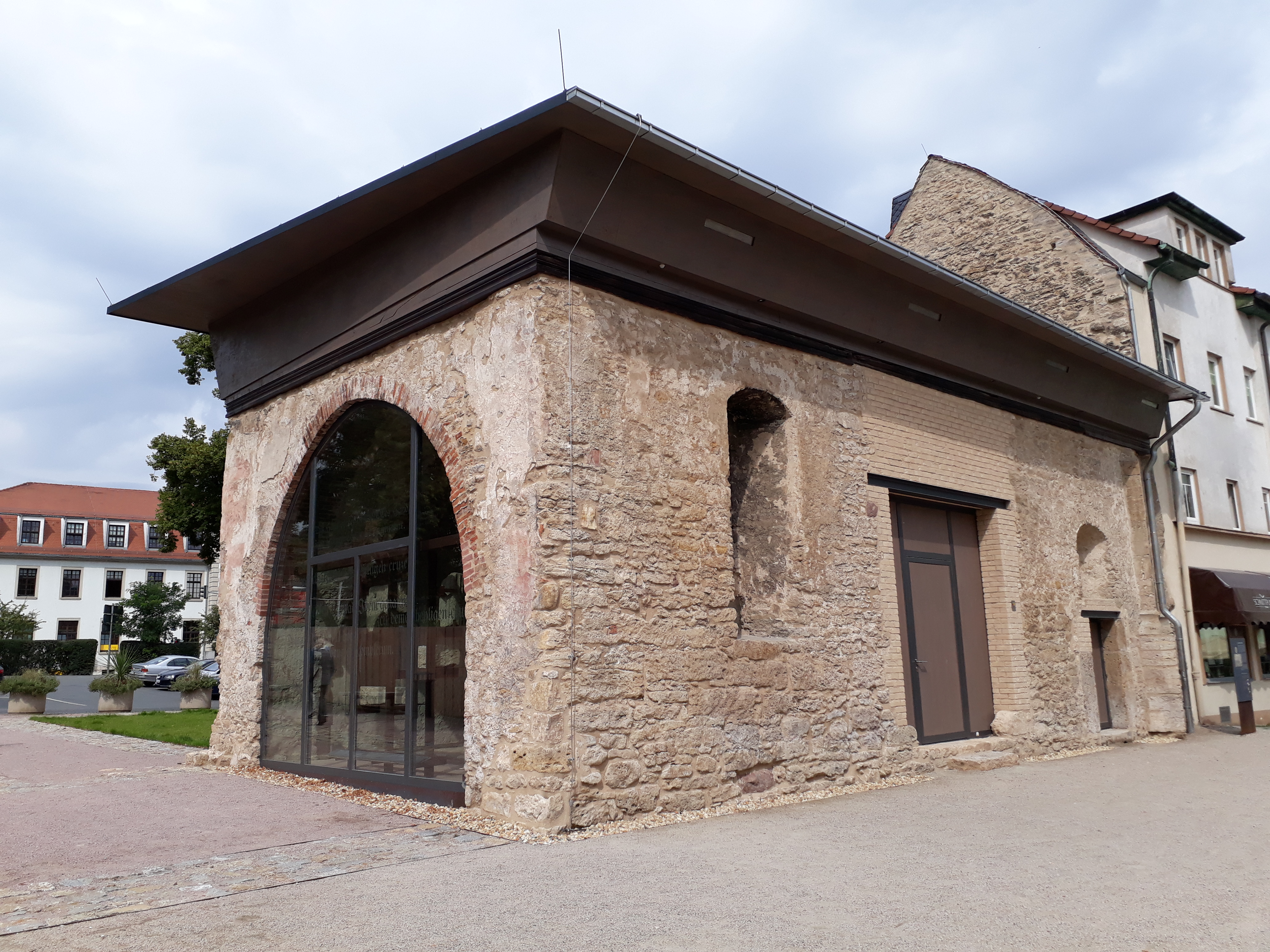
Ehemaliges Karmelitenkloster

Das Kloster zum heiligen Kreuz war ein Kloster der Karmeliten in Jena in Thüringen vom 15. bis zum 16. Jahrhundert.

## Lage
Das Kloster befand sich an der Kirche zum heiligen Kreuz in der Siedlung Zweifelbach südlich vor der mittelalterlichen Stadt Jena. Die Anlage ist in kleinen Teilen erhalten.

## Geschichte
Bereits 1382 bestand eine Terminei der Karmeliten aus Pößneck in Jena.
1414 berichtete der Provinzial des Ordens, er habe ein Grundstück in Jena für eine Klostergründung erhalten. Von 1418 ist eine Urkunde erhalten, in der der Rat der Stadt Jena den Karmeliten ein Grundstück in Zweifelbach überlässt, dazu die Nutzung der Heilig-Kreuz-Kirche. Die Markgrafen Friedrich und Wilhelm von Meißen unterstützten die Klostergründung, wofür sie in jenem Jahr in eine Bruderschaft des Ordens aufgenommen wurden. Das Kloster war neben denen der Dominikaner und der Zisterzienserinnen das dritte der Stadt.
In den Anfangsjahren scheinen die Bauarbeiten langsam vorangegangen zu sein, in späteren Zeiten konnte das Kloster von Zuwendungen und Besitz gut existieren.
1524 wurden durch den Rat der Stadt der Großteil des Besitzes, als neben etwa 80 Messgewändern auch fast der gesamte Barbesitz, sowie Hausrat wie Tische und Bettzeug auf das Rathaus gebracht und verkauft. Der Erlös wurde der armen Bevölkerung der Stadt gegeben.
1525 wurde das Kloster während des Bauernkrieges geplündert und beschädigt. Danach lebten noch neun Mönche dort, 1529 war das Kloster wohl aufgelöst.
Danach verfiel die Anlage und wurde teilweise als Baumaterial genutzt.

## Strukturen
Dem Konvent stand ein Prior vor, der im 15. Jahrhundert zugleich auch Lesemeister war. Das Kloster war gemäß den Ordensidealen besonders an Ausbildung orientiert, wovon auch Schul- und Studentenmeister sowie eine Bibliothek zeugen, die in Teilen nach der Auflösung erhalten blieb. Daneben wurden ein Kaplan, ein Prediger und ein Küster als Funktionsbezeichnungen genannt.

## Wirtschaft
Das Kloster erhielt zahlreiche Stiftungen und Schenkungen, vor allem für Seelenmessen. Daneben besaß es geringen Grundbesitz an Ländereien, darunter einige Weinberge. Es wurde auch Bier gebraut, in geringeren Mengen, vor allem zum Eigenbedarf.
Der 1524 inventarisierte, entwendete Besitz weist auf einen gewissen Wohlstand.